# 撒奇萊雅語文法
撒奇萊雅語文法(Grammal na Sakizaya、)為基於撒奇萊雅語之"文法"(waway na sikawman、)。在文法的分類上台灣南島語言並不同於一般的分析語或其它综合语裡的動詞、名詞、形容詞、介詞和副詞等之基本詞類分類。比如台灣南島語裡普遍沒有副詞，而副詞的概念一般以動詞方式呈現、可稱之為「副動詞」，類之於俄语裡的副動詞。 對於數、格(附著)及时态改變時語詞的變化。撒奇萊雅語只有代詞本身會依格位之不同而進行变格運作。謂語本身不會依人称、数、性之變化而進行变位運作；而是基於已然語氣及非已然語氣、以主事(AF)及非主事(NAF)的觀點結合時體氣語詞(TAM/TMA/動貌詞)，再配合謂語的时态、体、式進行焦點變換來運作。基本的文法分類是將撒奇萊雅語詞類之詞綴、字詞結構及分類法，對比分析語等之詞類分類法加以條析判別。

## 字詞結構
撒奇萊雅語與其地緣接近的阿美語約有70%差異，兩種語言無法溝通。範例列表如下：
| 撒奇萊雅語 | 南勢阿美語 | 中部阿美語 | 中文   |
| ---------- | ---------- | ---------- | ------ |
| gadalalan  | lalaba     | kulung     | 牛     |
| zigut      | fuduy      | lipot      | 衣服   |
| dadaiina   | fafahi     | fafahiyan  | 女孩子 |

## 外部連結
- 撒奇萊雅語/台大台灣南島語多媒體資料庫 （页面存档备份，存于）
- YouTube上的撒奇萊雅─沉默的族群
- 原民語e-learning(撒奇萊雅語1-9階)
- YouTube上的撒奇萊雅語新聞
- 原住民族族語線上詞典 （页面存档备份，存于）
- Ogawa's Vocabulary of Formosan Dialects/小川尚義「臺灣蕃語蒐録」
- Austronesian Comparative Dictionary （页面存档备份，存于）
- 原住民族語言研究發展中心 （页面存档备份，存于）
- Alilin 原住民族電子書城 （页面存档备份，存于）
- 撒奇萊雅語新聞-TITV （页面存档备份，存于）